# Hoppecke (Brilon)

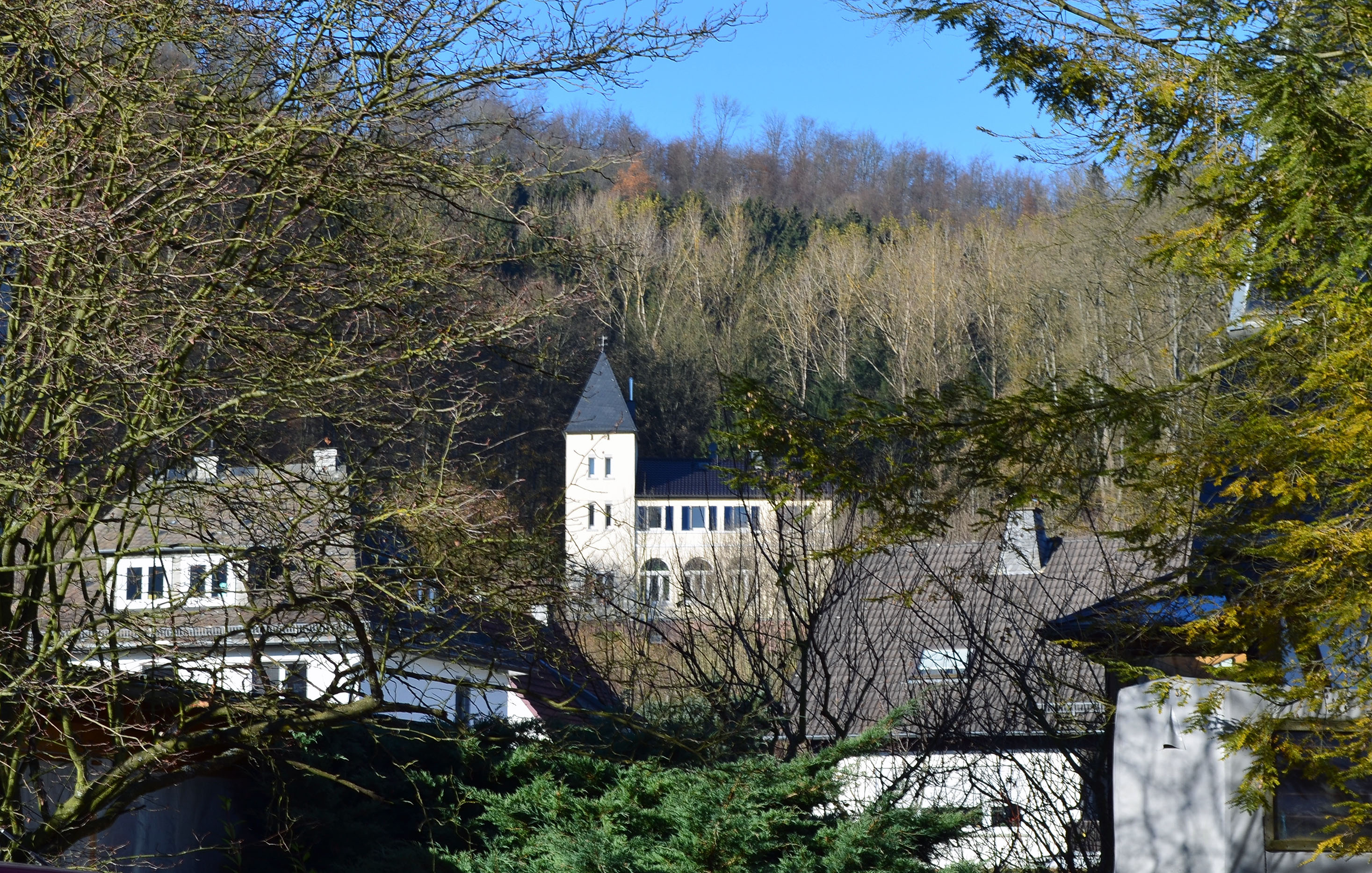
Blick über den Ort, in der Mitte die Villa des Landrats Heinrich Jansen

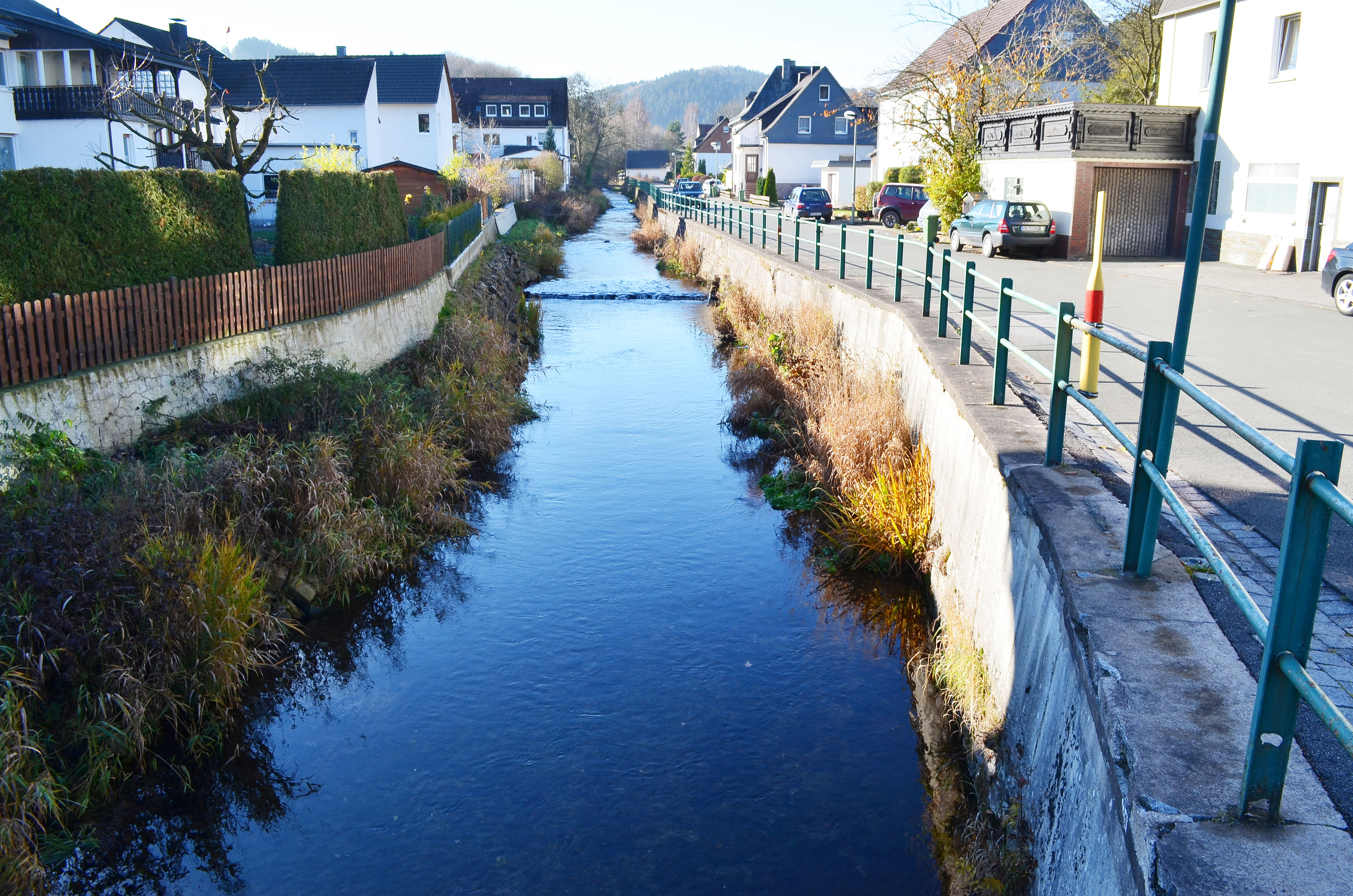
Die Hoppecke

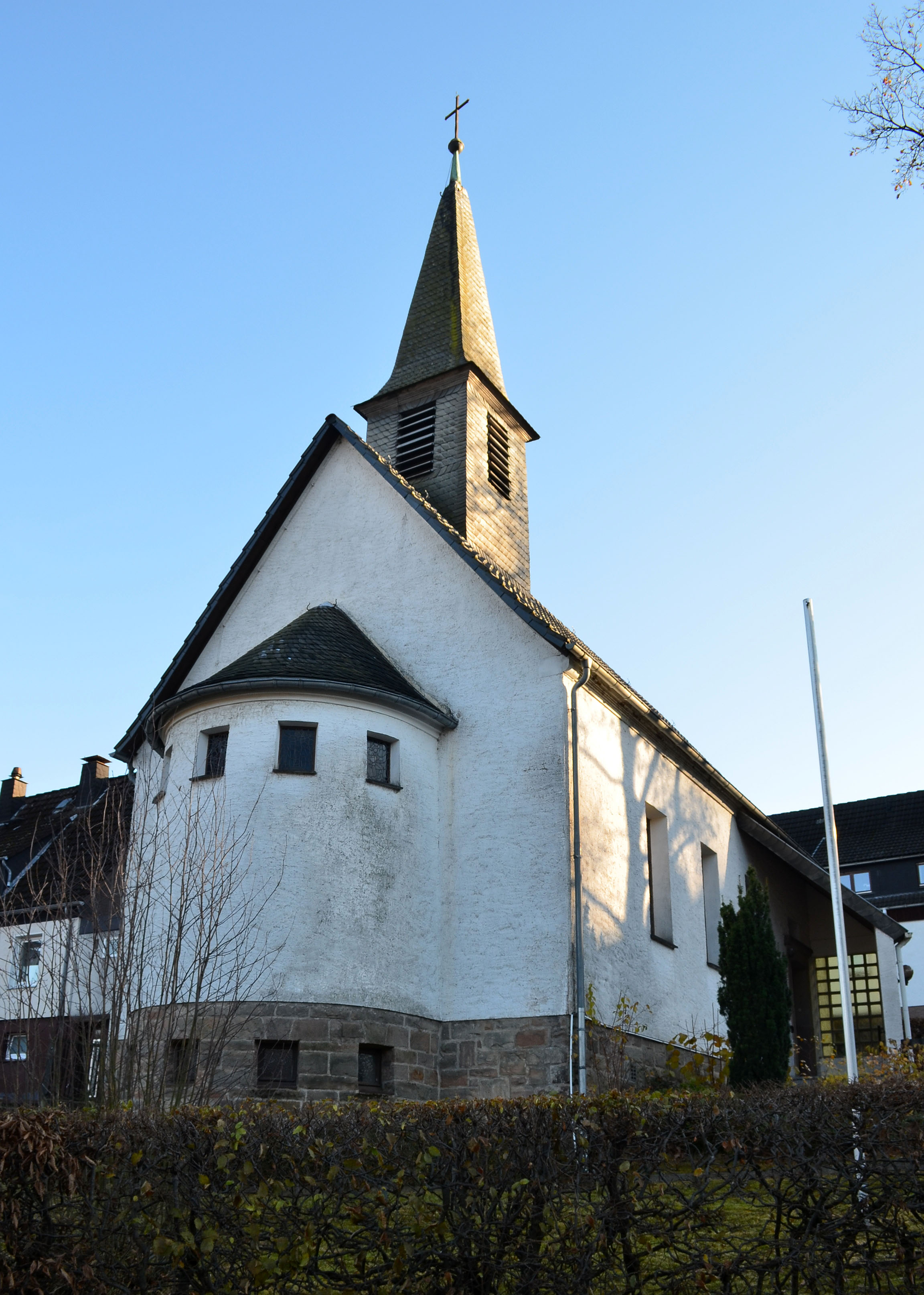
Evangelische Kapelle

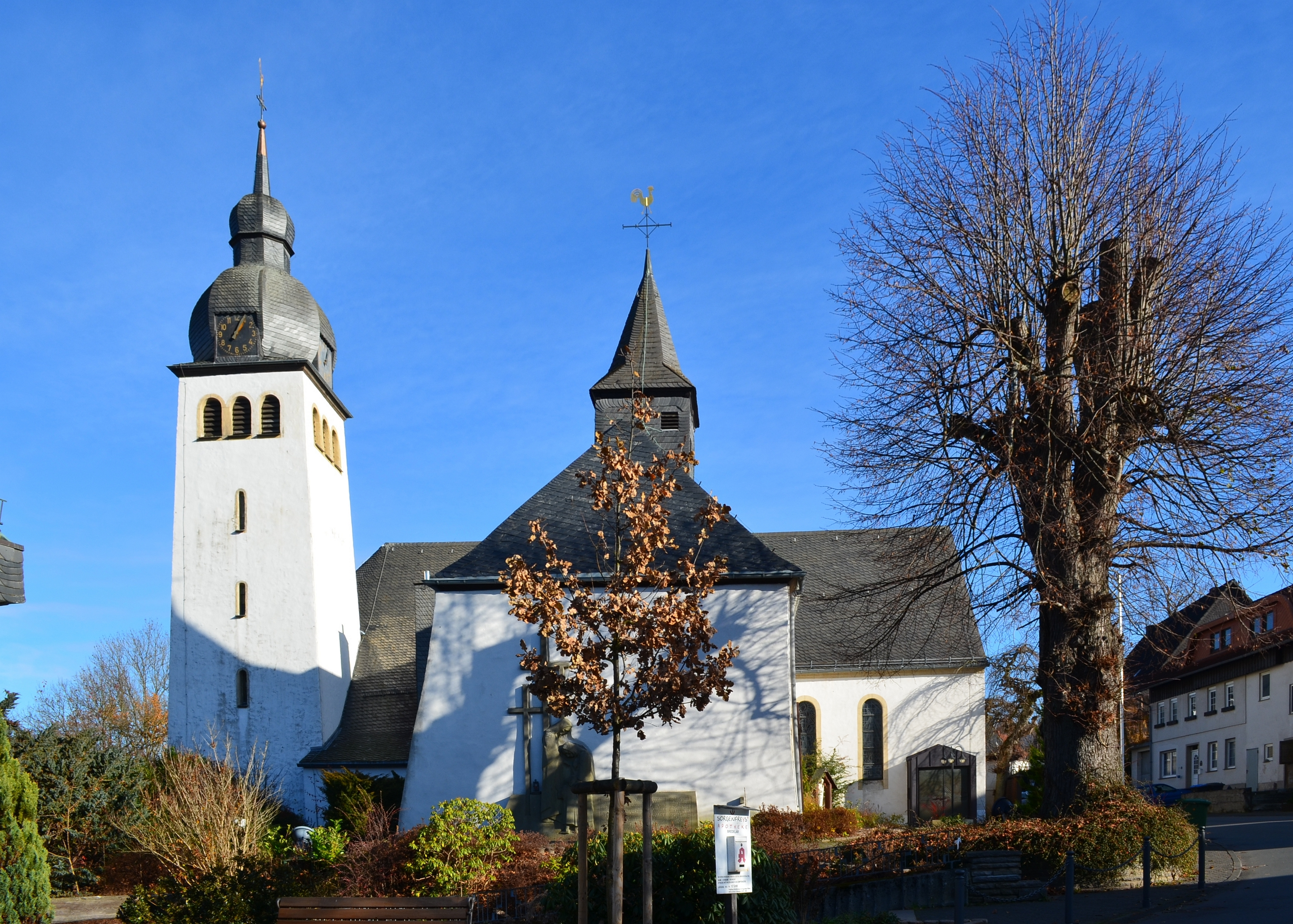
Kirche St. Mariä Heimsuchung

Die Ortschaft Hoppecke ist ein Ortsteil der Stadt Brilon in Nordrhein-Westfalen, Deutschland. Der Ort mit 1156 Einwohnern (Stand Dezember 2021) war bis Ende 1974 eine selbstständige Gemeinde und wurde vom Amt Thülen verwaltet. Er wird vom gleichnamigen Fluss Hoppecke durchflossen.

## Geographie
Hoppecke liegt im tief eingeschnittenen Tal des gleichnamigen Flusses Hoppecke, etwa 5,5 km Luftlinie südöstlich vom Stadtzentrum Brilons entfernt. Die schon genannte Hoppecke durchfließt das Dorf in nordöstlicher Richtung. Nördlich der Ortschaft erhebt sich der 620,1 m hohe Bilstein, südlich der Orenstein (641 m) und der Große Buttenberg (627,4 m). Etwa 1 km südwestlich von Hoppecke liegt auf einer Anhöhe das zur Ortschaft gehörende Hoppecke Berg. Diese Berge gehören zu den nordöstlichen Ausläufern des Rothaargebirges.
Benachbarte Orte sind im Uhrzeigersinn Bontkirchen im Süden, Gudenhagen-Petersborn im Westen, Thülen im Norden und Messinghausen im Nordosten, alles Briloner Stadtteile.

## Geschichte

### Mittelalter
Aus der frühen Ortsbezeichnung Hottepe wird geschlossen, dass diese vermutlich zwischen 800 und 900 erfolgte. Auch die Industriellen- und Adelsfamilie von Hottepe trug diesen Namen. Die erste urkundliche Erwähnung in der Bezeichnung „Hotte“ erfolgte im Jahr 1101. In einer Urkunde bestätigt der Erzbischof von Paderborn, dass der Ort Bestandteil einer Schenkung des Grafen Erpho aus Padberg an das Kloster Flechtdorf sei. Seit 1113 ist hier eine Familie „de Hotepe“ überliefert. Hoppecke besaß ehemals ein befestigtes Haus mit Wassergraben im Ortszentrum, das allerdings nicht erhalten ist. In dem burgähnlichen Gebäude wohnten verschiedene westfälisch-waldeckische Adelsfamilien, wie die Hottepe (Hoppecke), Dorfeld und Padberg. Diese Familien wurden von den Erzbischöfen von Köln belehnt, die zusammen mit den Grafen von Waldeck Haupteigentümer waren. Die „Alte Kirche“ wurde um 1150 erbaut. Sie gilt somit als eines der zwei ältesten Bauwerke auf dem Stadtgebiet von Brilon. Die Päpste Hadrian IV. und Lucius III. bestätigen dem Abt von Corvey den Anspruch auf den Zehnten an der Kirche in Hoppecke. Mit Einwilligung seiner Ehefrau Mechthild verkaufte Tyleman von Hottepe den dritten Teil einer kleinen Hufe an Konrad und Hermann gnt. Wesseli.
Ein Sweder von Hottepe ist in der Zeit von 1332 bis 1348 belegt, er war mit einem Hof in Hottepe belehnt und weiterhin mit zwei Hufen in Nehen. Zwei Hufen bewirtschaftete er in Rösenbeck und eine Hufe in Radlinghausen. Der Hof in Hoppecke umfasste acht Hufen und war vermutlich das ursprüngliche Rittergut. Ein Teil des Gutes (anderthalb Gut) wurde 1378 wegen des allgemeinen wirtschaftlichen Niederganges der Landwirtschaft und wegen Pestepidemien an den Bürger Heinrich Wessels aus Brilon veräußert. Während der Soester Fehde wurden die Güter zum großen Teil verwüstet, der Besitzer Johann von Hottepe lebte zu der Zeit in Brilon, mit ihm starb die Familie im Mannesstamm aus. Der Besitz fiel durch die Heirat der Tochter Elsa mit Johann von Dorfeld aus Medebach, an diese Familie.
Um 1491 ist nach einer Zeugenaussage in Hoppecke kein Haus gewesen, der Ort war also für einige Zeit eine Wüstung.

### Neuzeit
Am 26. Januar 1551 bezeugten anlässlich einer Ortsbesichtigung, mehrere alteingesessene Briloner Männer im Alter von über 60 Jahren, daß daselbst früher außer einer alten wüsten Kirche und Schlagbäumen der Stadt Brilon weder Stock noch Stein gestanden hätten. Ein Herman Konecke erinnert sich, dass seine Eltern auf dem alten turm gewohnt hätten. Diese Aussage wird auch durch die Eintragungen in den Schatzungsregistern des Herzogtums Westfalen bekräftigt, in dem lediglich 14 Personen verzeichnet waren.
Kurze Zeit später muss der Ort wieder besiedelt gewesen sein, 1546 beklagten sich die Briloner Bürger über einen übermäßigen Holzeinschlag durch die Köhlerei und die Eisenhütten des Hermann von Dorfeld. Franz Wolf von Gudenberg betrieb 1551 im Ort Meiler. In einer Einigung zwischen den Brilonern und dem Thilo Franz Wolff zu Hoppecke, dem Inhaber des Hauses Hoppecke wurde 1562 festgelegt, das er die Lüth erhielt, soweit sie nach der Hoppecke abfällt und weiter den Abhang hinaus bis gegen den großen Stein, der in der Hoppecke liegt, die Oisterbeke, Wankel und das Lichteholz bis auf die Bremecke, das Diebesthail und einige Bäume, die in der Ruhwenwiese zwischen dem Diebesthail und Arnstadt gezeichnet sind. In den angrenzenden Gemarkungen der Stadt Brilon erhielt er lediglich das Recht zur Grasweide und zur Grashude.  Im Laufe der Jahrhunderte wurden auch mit den Nachbargemeinden Rösenbeck und Bontkirchen Verträge zur Grenzsicherung geschlossen.
Im Dreißigjährigen Krieg nahm der Ort starken Schaden, bis auf einen Vollspannhof, zwei Halbspänner und fünf Kötter waren alle Gebäude zerstört. 1652 gab es nur noch 26 Feuerstellen, eine Kirche existierte wohl nicht mehr und Eisenindustrie gab es auch keine mehr. Die gläubigen Christen mussten die Kirche in Thülen besuchen. Von 1926 bis 1927 wurde im Ort eine Wasserleitung verlegt.
Im Jahr 1944 wurden in Hoppecke in der Volksschule Männer der Organisation Todt, welche im Hoppecketal ein Hydrierwerk bauen sollten, untergebracht. In drei Baracken auf dem Schulhof lebten Fremdarbeiter, welche ebenfalls mit bauen mussten. Am 13. Oktober 1944 gerieten in Hoppecke vier Wohnhäuser in Brand, nachdem sie von Phosphorbrandbomben getroffen wurden. Zwei der Häuser brannten aus, während die zwei anderen durch die Feuerwehren aus Hoppecke und Umgebung gelöscht wurden. Von Januar bis Ostern 1945 tauchten ständig Tiefflieger der Alliierten über dem Dorf auf. Im Februar wurde nahe beim Dorf ein Militärzug von Briten in Brand geschossen. Am 2. März griffen drei britische Jagdbomber mit Maschinengewehrfeuer und dem Abwurf von Bomben einen Güterzug im Dorf an. Drei Häuser wurden zerstört, zwei Häuser erheblich beschädigt und zahlreiche Fensterscheiben zersprangen. Am 4. April besetzten US-Truppen aus Richtung Bontkirchen kampflos das Dorf. Ein beim Einmarsch auftauchendes deutsches Kampfflugzeug wurde abgeschossen. Von den drei dabei getöteten deutschen Fliegern wurden zwei auf dem Dorffriedhof begraben.
Im Zweiten Weltkrieg fielen 47 Hoppecker als Soldaten, davon die meisten an der Ostfront, oder starben in Gefangenschaft.
Im Rahmen der kommunalen Neugliederung in Nordrhein-Westfalen wurde am 1. Januar 1975 die Gemeinde Hoppecke ein Ortsteil der Stadt Brilon.

### Schnade
Seit der Mitte des 18. Jahrhunderts ist im Ort eine Hoppecker schnade bekannt. Hier wurden regelmäßig die Grenzen abgegangen und deren Ordnungsmäßigkeit überprüft.

### Religionen
Hoppecke war bis 1560 eine selbständige Pfarrei, wegen der Verarmung des Dorfes wurde sie Filiale von Thülen. Hooecke wird 1577 in einer Urkunde als Waldecksches Lehen bezeichnet. 1709 wurde die Kirchengemeinde wieder selbstständig.
Eine neue Kirche wurde 1931 gebaut. Alte und neue Kirche wurden miteinander verbunden.

### Einwohnerentwicklung
Im Jahr 1815 lebten im Ort 312 Menschen in 37 Haushaltungen, 1829 waren es 380 und 1841 396 Personen. Bis 1898 sank die Einwohnerzahl auf 336.
Bei den Volkszählungen am 6. Juni 1961 und am 27. Mai 1970 hatte der Ort 1237 bzw. 1197 Einwohner. Am 30. Juni 1974 waren es 1260 Einwohner.

## Politik

### Wappen
| In Gold zwei grüne Tannen auf blauem gewellten Schildfuß. Die zwei Tannen sind dem Warenzeichen der hier angesiedelten Akkumulatorenfabrik Hoppecke entnommen, die wiederum mit den Bäumen die waldreiche Gegend ihres Unternehmens dartun will. Der gewellte Schildfuß weist auf den namensgebenden Hoppeckefluß hin. Die amtliche Genehmigung erfolgte am 12. November 1953. |

## Montangewerber
In einem Einkunftsverzeichnis aus dem 12. Jahrhundert des Stiftes Corvey ist das Vorhandensein von Bergbau belegt. Die Mönche bekamen 50 Zentner Blei. Dies Bleivorkommen muss relativ schnell abgebaut worden sein, spätere Nachrichten darüber sind nicht überliefert. Eisenverarbeitung ist für 1536 und 1560 belegt, es werden ein Hüttenbläser aus dem Schwabenland, ein Hammerschmied aus Gummersbach und ein in Nassau geborener Hammerschmied erwähnt. Für diese Zeit sind auch Köhlereien bekannt, zusammen mit der Wasserkraft der Hoppecke war die Holzkohle Grundbedingung für den Betrieb von Eisenhämmern. Spätestens seit sem 16. Jahrhundert bestand die Hoppecker Hütte. Der große Holzbedarf bewirkte, da keine Wiederaufforstung stattfand, die Verwüstung der Wälder. Die Eisenindustrie kam zum Erliegen.

## Hochwasser
Die Hoppecke ist im Laufe der Jahrhunderte bei Hochwasser immer wieder über die Ufer getreten und hat Schäden im Dorf verursacht. Im November 1890 standen die am Ufer stehenden Häuser etwa 3 bis 4 Fuß unter Wasser, Brücken wurden zerstört. Die Wiesen und Äcker wurden im Umkreis von 30 bis 40 Metern vom Fluss abgeschwemmt.

## Kultur und Sehenswürdigkeiten

### Bauwerke
Alte Kirche

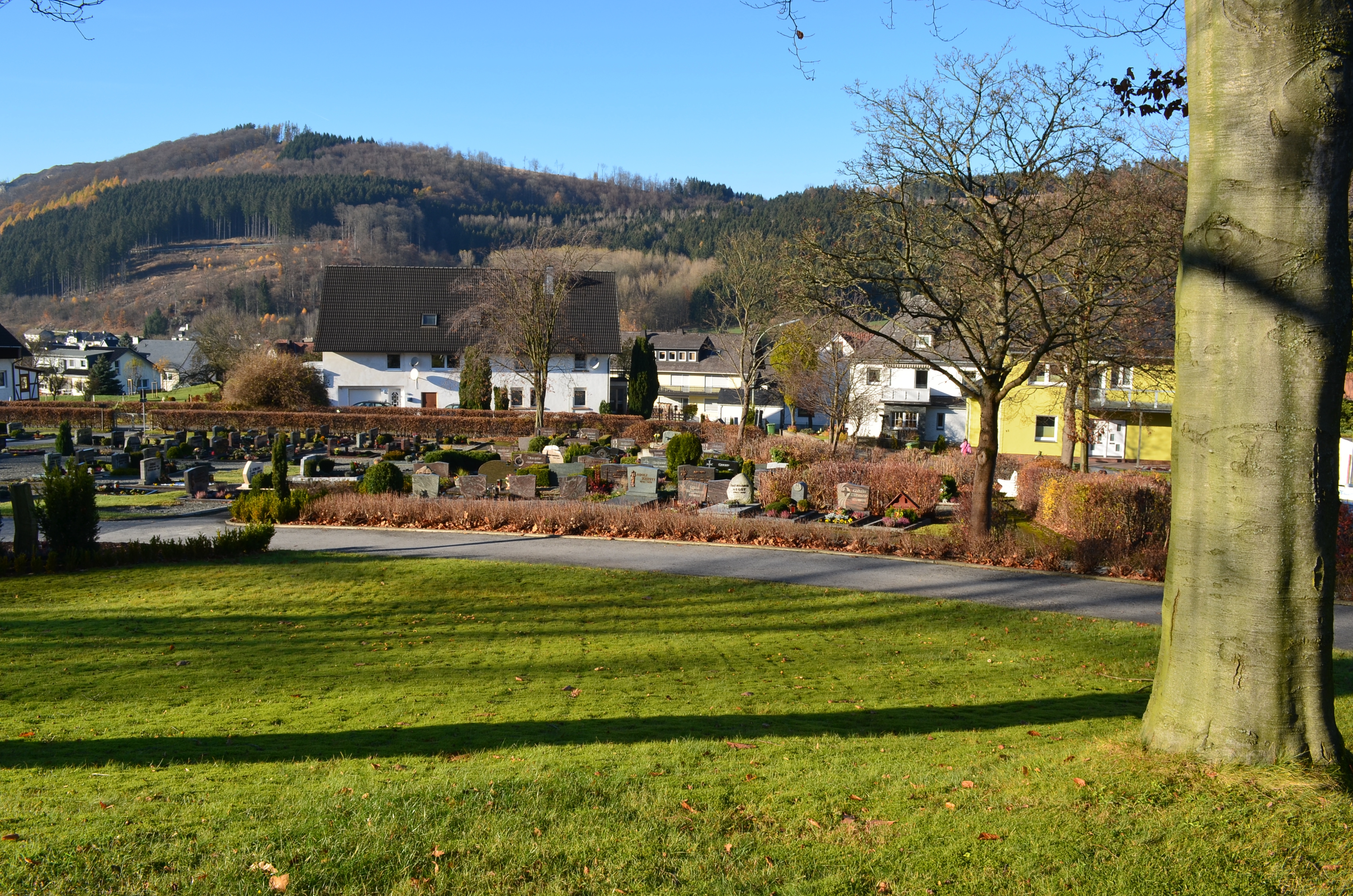
Blick vom Friedhof über den Ort

Die um 1250 erbaute Alte Kirche Hoppeckes ist zusammen mit der Thülener Kirche eines der ältesten Gebäude im Briloner Stadtgebiet. In der Kirche sind die Reste der Lippoldsberger Konsolen mit romanischer Flachornamentik besonders beachtenswert.
Neue Kirche Mariä Heimsuchung
Die 1931 an die Alte Kirche angebaute Neue Kirche hat einen Barockaltar aus dem Jahr 1705 mit dem Stifterwappen sowie Statuen des Heiligen Liborius und Vitus, der Schutzpatrone von Paderborn und Corvey. Für den Bau fanden zum Teil Backsteine von einem zuvor abgebrochenen Schornstein Verwendung.
Peter Hendricks Haus
Das restaurierte westfälische Fachwerkbauernhaus stammt in seiner Bausubstanz aus dem Jahr 1669 und wurde 1798 vergrößert. Das Fachwerk ist mit verschiedenen lateinischen und deutschen Inschriften und Ornamenten versehen.
Wilmes Haus
Seit dem Mittelalter gehören zwei Hoppecker Straßenzüge zum Briloner Stadtgebiet. Genau auf der Grenze wurde Wilmes Haus errichtet. Die eine Haushälfte befindet sich auf Briloner, die andere auf Hoppecker Gebiet. Bis 1900 galt für Ehen in Hoppecke römisches und in Brilon preußisches Recht. Dies hatte zur Folge, dass für die Bewohner der einen Haushälfte Gütergemeinschaft und in der anderen Gütertrennung bestand. Die historische Briloner Schnade, die alle zehn Jahre Hoppecke berührt, zieht mitten durch das Haus.
Villa des Landrates Heinrich Jansen
Die sogenannte Villa steht unterhalb des Bilsteins am Nordrand des Ortes. Sie ähnelt wegen des Turmes einem Kirchengebäude. Erbaut wurde sie im Auftrag des Gerichtsassessors Heinrich Jansen, der später auch Landrat war. Jansen kaufte das Rittergut Hoppecke und baute 1906 auf dem Gelände eine Sprengstofffabrik.

### Parks
Das Gebiet südlich der Hoppecke gehört zum Naturpark Diemelsee.

## Wirtschaft und Infrastruktur

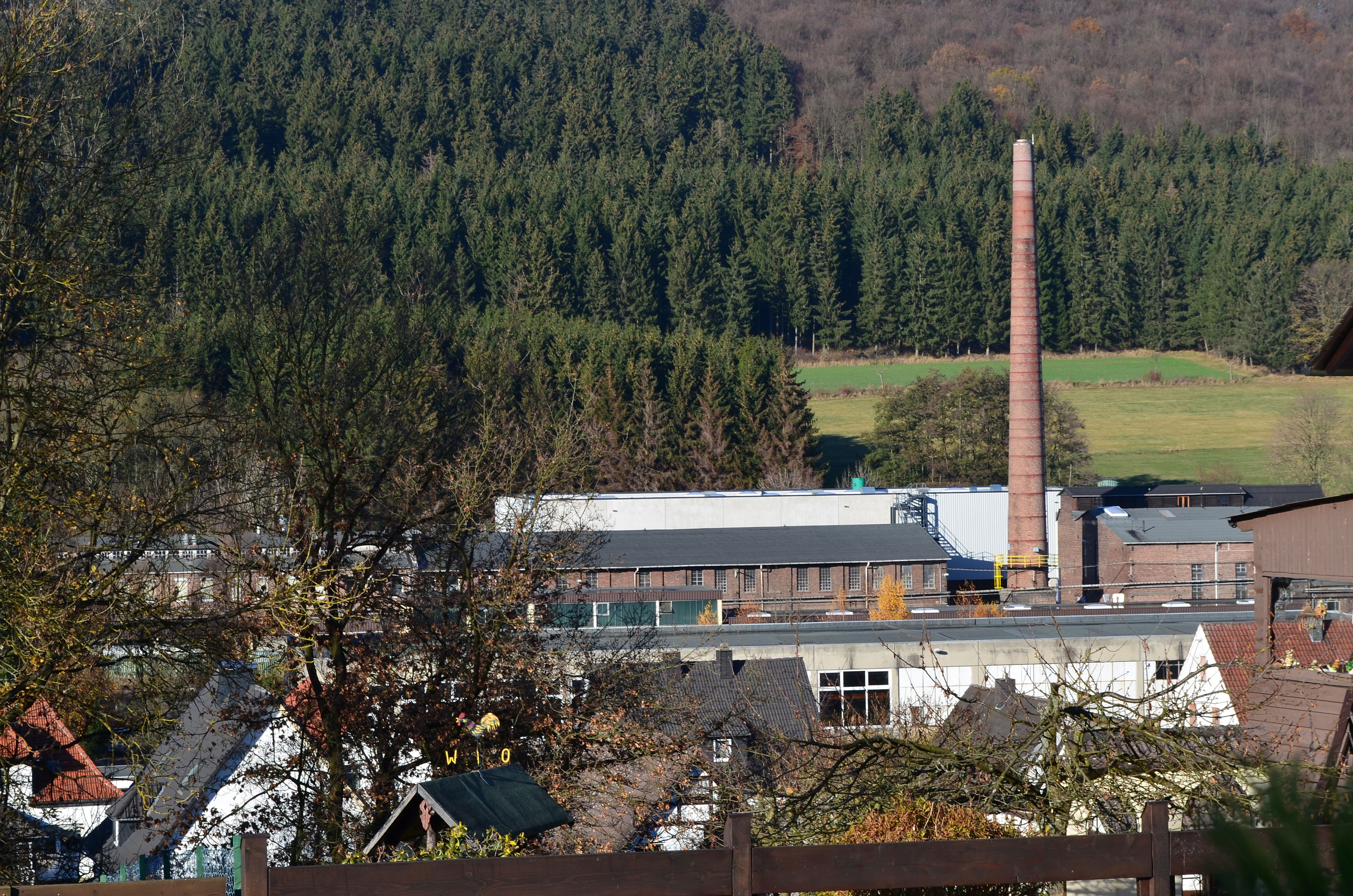
Hoppecke Batterien GmbH & Co. KG

Mit Abstand größter Arbeitgeber ist die Firma Hoppecke Batterien GmbH & Co. KG, ein Unternehmen zur Herstellung von Industriebatterien, das weltweit mehr als 2.000 Menschen beschäftigt. Das Ursprungsunternehmen wurde 1906 von dem damaligen Gutsbesitzer und Landrat Heinrich Jansen als Sprengstofffabrik gegründet. Seit 1905 gab es auch eine Spatmühle im Ort. In dieser Zeit kamen auch erste italienische Gastarbeiter in die Gegend. Bis 1907 hatten sich verschiedene Gewerbebetriebe angesiedelt: Bäckereien, Nähereien, ein Colonialwarenladen, eine Müllerei, eine Schreinerei, eine Anstreicherei, eine Gastwirtschaft, eine Schuhmacherei und etliche Landwirtschaften. Von den genannten Gewerben wurden einige im Nebenerwerb neben der Landwirtschaft geführt. Zu dieser Zeit war der Ort immer noch bäuerlich geprägt. Die Sprengstofffabrik wurde am 15. Februar 1912 durch eine Explosion zerstört, vier Arbeiter fanden dabei den Tod. Die Produktion wurde bis 1915 eingestellt. Im Ersten Weltkrieg wurde die ehemalige Sprengstofffabrik als Aufbearbeitungsstelle für Blindgänger wieder in Betrieb genommen. Auch diese Anlage explodierte, im Jahr 1917 zerstörten mehrere Detonationen die Anlage und auch Teile des Dorfes. Schon bald nach dem Wiederaufbau erfolgte eine erneute Explosion, die wiederum erheblichen Schaden anrichtete.

### Verkehr
Hoppecke besitzt einen Haltepunkt an der Oberen Ruhrtalbahn. Seit Dezember 2018 ist dieser zweistündlich Bedarfshalt des Sauerland-Expresses (RE 17) in Richtung Warburg bzw. Hagen.
| Linie | Verlauf | Takt                                                                             |
| ----- | --- | -------------------------------------------------------------------------------- |
| RE 17 | Sauerland-Express: Hagen Hbf – Schwerte (Ruhr) – Fröndenberg – Wickede (Ruhr) – Neheim-Hüsten – Arnsberg – Oeventrop – Freienohl – Meschede – Bestwig – Olsberg – Brilon Wald Linienast 1: – Brilon Stadt Linienast 2: – Hoppecke – Messinghausen – Beringhausen – Bredelar – Marsberg – Westheim (Westf) – Scherfede – Warburg (Westf) Linienast 3: – Willingen Stand: Fahrplanwechsel Dezember 2024 | 60 min Hagen – Brilon Stadt morgens Hagen – Warburg Clubsaison Hagen – Willingen |

Die Verbindung zur Kernstadt und den häufiger bedienten Stationen in Brilon Wald und Bredelar übernehmen Busse.
Früher verlief die Bundesstraße 7 durch Hoppecke, deren Verlauf wurde allerdings Anfang der 1990er Jahre über die besser ausgebaute Strecke via Rösenbeck verlegt und die bisherige Straßenführung zur Landesstraße L 870 herabgestuft.

### Bildung
In Hoppecke befindet sich eine von zehn Grundschulen von Brilon, außerdem ein Kindergarten.

### Freizeit
Neben der Grundschule gibt es eine Sporthalle und einen Fußballplatz mit Volleyballfeld sowie einen Tennisplatz und ein Hallenbad.

## Vereine
- Der Turn- und Sportverein 1920 e. V. bietet Breitensport, Kinderturnen, Freizeitfußball, Volleyball und andere Sportarten.[18]
- Die St. Hubertusschützenbruderschaft wurde 1850 gegründet. Die Schützenhalle wurde 1947 in der Nähe der katholischen Kirche errichtet.[19]
- Der zweitälteste Verein im Ort ist die Carnevals-Gesellschaft-Hoppecke, er wurde 1860 gegründet.[20]
- Der Musikverein Hoppecke besteht seit 1921, Schwerpunkte sind Blas- und Volksmusik.[21]
- Hoppecker Dorfjugend 2012 e. V.

## Ortsvorsteher
Folgende Ortsvorsteher sind seit 1809 belegt:
- 1809–1817: ein Mann mit dem Namen Hildebrand amtierte als einziger als Schultheiß
- 1844–1853: Bernhard Becker
- 1853–1854: Johann Stratmann (als Stellvertreter)
- 1854–1860: Franz Stratmann
- 1860–1864: August Schmelter (er ging Konkurs und verlor danach das Gemeinderecht)
- 1865–1867: Heinrich Becker (als Stellvertreter)
- 1867–1874: Caspar Schmelter
- 1874–1877: Wilhelm Lahme (als Stellvertreter)
- 1877–1883: Heinrich Becker
- 1883–1887: Rudolph Kloke
- 1887–1888: Heinrich Becker
- 1888–1891: Franz Kitzhöfer
- 1891–1919: Franz Mund
- 1919–1934: Wilhelm Lahme
- 1934–1946: Aloys Mund
- 1946–1949: Karl Schmelter
- 1949–1952: Franz Kitzhöfer
- 1952–1956: Ferdinand Kleinschnittger
- 1956–1964: Wilhelm Mund
- 1964–1969: Josef Osthoff
- 1969–1974: Wilhelm Mund[22]